# Tubeufia eriodermatis
Tubeufia eriodermatis är en svampart som beskrevs av Etayo 2002. Tubeufia eriodermatis ingår i släktet Tubeufia och familjen Tubeufiaceae.   Inga underarter finns listade i Catalogue of Life.